# Veronica Cartwright
Pour les articles homonymes, voir Cartwright.
Veronica Cartwright, née le 20 avril 1949 à Bristol, située dans le sud-ouest de l'Angleterre, est une actrice britannico-américaine.
Elle est notamment connue pour ses rôles dans deux films culte : Cathy Brenner dans Les Oiseaux d'Alfred Hitchcock (1963) et Lambert dans Alien de Ridley Scott (1979), pour lequel elle a remporté un Saturn Award. Elle est aussi nommée trois fois aux Emmy Awards, dont deux fois pour le rôle de Cassandra Spender dans X-Files : Aux frontières du réel, en 1998 et 1999.

## Carrière
Elle débute au cinéma en tant qu'enfant actrice en 1958, et se fait remarquer trois ans plus tard avec un rôle de gamine kleptomane dans La Rumeur de William Wyler, avec Audrey Hepburn et Shirley MacLaine. 
Après des apparitions dans les séries Alfred Hitchcock présente (à deux reprises) et La Quatrième Dimension, elle entre dans l'histoire du cinéma en 1963 avec le personnage de Cathy Brenner, la jeune sœur du héros dans Les Oiseaux d'Alfred Hitchcock, à qui Melanie Daniels (Tippi Hedren) offre les fameux Inséparables. Elle tient ensuite pendant deux ans le rôle de Jemima Boone dans la série western Daniel Boone (1964-1966).
En tant qu'adulte, elle connaît le succès dans deux films culte de science-fiction de la fin des années 1970 : L'Invasion des profanateurs, dans le rôle de Nancy Bellicec, et Alien, dans le rôle de Lambert, navigatrice du Nostromo, pour lequel elle remporte un Saturn Award. Elle est aussi dirigée par Jack Nicholson dans la comédie-western En route vers le sud (1978).
Dans les années 1980, elle joue notamment dans L'Étoffe des héros, film acclamé par la critique en 1983, ainsi que dans Wisdom, avec Emilio Estevez et Demi Moore. Elle est aussi nommée aux Saturn Awards pour le rôle de Felicia Alden dans Les sorcières d'Eastwick. À la télévision, elle débute en 1989 le rôle du procureur Margaret Flanagan dans La loi de Los Angeles, personnage qu'elle retrouvera dans huit autres épisodes jusqu'en 1992.
Sa carrière rebondit à nouveau lorsque, de 1997 à 1999, elle reçoit trois nominations consécutives aux Emmy Awards : d'abord pour son apparition dans deux épisodes d'Urgences (Norma Houston), puis à deux reprises pour le rôle récurrent de Cassandra Spender dans X-Files : Aux frontières du réel. 
Dans les années 2000, elle apparait dans les films Dr Kinsey avec Liam Neeson, Invasion avec Nicole Kidman et Scary Movie 2, ainsi que dans des épisodes de nombreuses séries télévisées, dont Les Experts, New York, unité spéciale, Cold Case : Affaires classées, Nip/Tuck, Sept à la maison, et trois épisodes de Six Feet Under. Elle est aussi l'une des héroïnes de la série d'ABC Les Mystères d'Eastwick en 2009.
Dans les années 2010, elle tient des rôles récurrents dans les séries Resurrection, Revenge et Harry Bosch. On la voit aussi dans Grey's Anatomy, Esprits criminels et Supernatural, entre autres. Son statut d'icône du cinéma de science-fiction et d'horreur lui vaut également d'être invitée dans de nombreux films de genre. Elle reprend aussi son rôle de Lambert dans le jeu vidéo à succès Alien: Isolation (2014).
En 2021, elle marque les esprits dans l'épisode Docteur Nounours de Good Doctor, avec le rôle de Maxine Stanley, une femme pétillante atteinte d'un cancer en phase terminale, et qui refuse l'acharnement thérapeutique. Elle joue aussi dans des épisodes de The Resident et The Rookie : Le Flic de Los Angeles. 
Veronica Cartwright remporte par ailleurs trois Drama-Logue Awards au théâtre en tant que meilleure actrice, pour The Hands of Its Enemy avec Richard Dreyfuss, The Triplet Collection et Homesteaders.

## Filmographie

### Cinéma
- 1958 : Le Temps de la peur (In Love and War) de Philip Dunne : Allie O'Neill
- 1961 : La Rumeur (The Children's Hour) de William Wyler : Rosalie Wells
- 1963 : Les Oiseaux (The Birds) de Alfred Hitchcock: Cathy Brenner
- 1963 : La Montagne des neuf Spencer (Spencer's Mountain) de Delmer Daves : Becky Spencer
- 1964 : One Man's Way de Denis Sanders : Mary
- 1975 : Inserts / Gros plan (Inserts) de John Byrum : Harlene
- 1978 : En route vers le sud (Goin' South) de Jack Nicholson : Hermine
- 1978 : The Kid from Not-So-Big de Bill Crane : Corinne - Schoolteacher
- 1978 : L'Invasion des profanateurs (Invasion of the Body Snatchers) de Philip Kaufman : Nancy Bellicec
- 1979 : Alien - Le huitième passager (Alien) de Ridley Scott : Lambert
- 1983 : En plein cauchemar (Nightmares) de Joseph Sargent : Claire Houston
- 1983 : L'Étoffe des héros (The Right Stuff) de Philip Kaufman : Betty Grissom
- 1985 : Mon Pote Adam (My Man Adam) de Roger L. Simon : Elaine Swit
- 1986 : Le Vol du Navigateur (Flight of the Navigator) de Randal Kleiser : Helen Freeman
- 1986 : Wisdom (Wisdom) de Emilio Estevez : Samantha Wisdom
- 1987 : Les Sorcières d'Eastwick (The Witches of Eastwick) de George Miller : Felicia Alden
- 1989 : Valentino Returns de Peter Hoffman : Patricia 'Pat' Gibbs
- 1990 : False Identity de James Keach : Vera Errickson
- 1991 : Walking the Dog (court métrage)
- 1992 : Man Trouble (Man Trouble) de Bob Rafelson : Helen Dextra
- 1994 : Mirror, Mirror 2: Raven Dance de Jimmy Lifton : Sister Aja
- 1994 : On Hope (court métrage)
- 1994 : Two Over Easy (court métrage)
- 1994 : Speed (Speed) de Jan de Bont : Bag Lady
- 1995 : Candyman 2 (Candyman: Farewell to the Flesh) de Bill Condon : Octavia Tarrant
- 1996 : Shoot the Moon (court métrage)
- 1997 : Argent comptant (Money Talks) de Brett Ratner : Connie Cipriani
- 1997 : Sparkler de Darren Stein (en) : Dottie Delgato
- 1998 : Ma soirée de fiançailles (My Engagement Party) de Christopher Reisen : Sarah Salsburg
- 1999 : A Slipping-Down Life : Mrs. Casey
- 1999 : Trash : Principal Evans
- 2001 : In the Bedroom : Minister on Television
- 2001 : Critic's Choice (court métrage)
- 2001 : Scary Movie 2 : Megan's Mother
- 2002 : Mackenheim (court métrage)
- 2003 : Pour le meilleur et pour le rire (Just Married) : Mrs. 'Pussy' McNerney
- 2004 : Instincts meurtriers (Twisted) : Landlady
- 2004 : Straight-Jacket : Jerry Albrecht
- 2004 : Dr Kinsey (Kinsey) : Sara Kinsey
- 2005 : Barry Dingle : Eleanor Dingle
- 2007 : Mommy's House (court métrage)
- 2007 : Invasion : Wendy Lenk
- 2009 : Call of the Wild : Sheriff Taylor
- 2010 : Neowolf : Mrs. Belakov
- 2011 : InSight : Patricia
- 2012 : The Yellow Wallpaper : Catherine Sayer
- 2012 : Montana Amazon : Margaret
- 2012 : The Odd Way Home : Francine
- 2013 : Patience (court métrage)
- 2014 : The Town That Dreaded Sundown de Alfonso Gomez-Rejon : Lillian
- 2015 : The Dark Below de Douglas Schulze : Tess
- 2015 : Lost in Space: The Epilogue (court métrage)
- 2019 : Limbo de Mark Young : Louise
- 2019 : The Field de Tate Bunker : Edith
- 2020 : Breaking Fast de Mike Mosallam : Judy
- 2022 : The Phantoms de Logan Thomas : Miss Sayer

### Télévision

#### Téléfilms
- 1964 : Tell Me Not in Mournful Numbers : Paula
- 1965 : Who Has Seen the Wind? : Kiri Radek
- 1976 : Bernice Bobs Her Hair : Marjorie
- 1980 : Guyana Tragedy: The Story of Jim Jones : Marceline 'Marcy' Jones
- 1981 : Joe Dancer : Le trou noir (The Big Black Pill) : Sister Theresa
- 1982 : Prime Suspect : Janice Staplin
- 1986 : Rêve de Femme (Intimate Encounters) : Emily
- 1989 : Desperate for Love : Betty Petrie
- 1989 : Baywatch: Panic at Malibu Pier : Mrs. Harris
- 1990 : La Promesse du Fils (A Son's Promise) : Dorothy Donaldson
- 1990 : Hitler's Daughter : Patricia Benedict
- 1991 : Abby, My Love : Caroline Morris
- 1991 : Dead in the Water : Victoria Haines
- 1992 : Lincoln and the War Within
- 1993 : La Vengeance au Cœur (It's Nothing Personal) : Barbara
- 1993 : Ouragan sur Miami (Triumph Over Disaster: The Hurricane Andrew Story) : Carla Hulin
- 1994 : Dead Air : The Caller
- 1995 : Le Sang du Frère (My Brother's Keeper) : Pat
- 1996 : La Loterie (The Lottery) : Maggie Dunbar
- 1997 : Quicksilver Highway : Myra
- 1998 : Les Rois de Las Vegas (The Rat Pack) : Rocky Cooper
- 1999 : Le Dernier Homme sur Terre (The Last Man On Planet Earth) : Director Elizabeth Riggs
- 2001 : Les Osmond (Inside the Osmonds) : Olive Osmond
- 2013 : Détresse en plein ciel (Non-Stop) : Rose
- 2017 : Ma fille, accusée de meurtre (Mommy, I Didn't Do It) : Judge Tannin

#### Séries télévisées
- 1959 : Zane Grey Theatre : Sarah Butler
- 1959 : Make Room for Daddy : Girl in Play
- 1959-1961 : Leave It to Beaver : Violet Rutherford (3 épisodes)
- 1960 : One Step Beyond : Gillian
- 1960 : The Betty Hutton Show : Fake Foster Child
- 1960 : Alfred Hitchcock présente : Viola Wellington
- 1961 : Alfred Hitchcock présente : Judy Davidson
- 1961 : Make Room for Daddy : Veronica
- 1962 : Route 66 : Miriam Moore (age 9)
- 1962 : La Quatrième Dimension : Anne à 11 ans
- 1963 : The Dick Powell Show : Kate
- 1963 : Leave it to Beaver : Peggy MacIntosh
- 1963 : The Eleventh Hour : Jane Cameron
- 1963 : The Eleventh Hour : Jan Ellendale
- 1963 : Le jeune Docteur Kildare : Nancy Hiller
- 1964-1966 : Daniel Boone : Jemima Boone (37 épisodes)
- 1968 : Mannix : Miss Goldberg
- 1968 : Les Règles du jeu : Nancy Robins
- 1969 : Cher oncle Bill : Jo-Ann
- 1969 : Dragnet 1967 : Melissa Stevens
- 1969 : La Nouvelle Équipe : Gail Whitney
- 1969 : The Fisher Family
- 1970 : Les Aventuriers du Far West : Carrie Dalton
- 1970 : The Bold Ones: The Lawyers : Mary Gaffney
- 1970 : Then Came Bronson : Petey Traine
- 1970 : Mes trois fils : Ruth Fletcher
- 1973 : Here We Go Again : Nancy
- 1976 : Serpico : Lucy
- 1985 : Robert Kennedy & His Times (mini-série) : Ethel Skakel Kennedy
- 1985 : Still the Beaver : Violet Rutherford
- 1987 : Deux Flics à Miami : Society Dame
- 1988 : Tanner for President (Tanner '88) (mini-série) : Molly Hark (10 épisodes)
- 1989-1992 : La loi de Los Angeles : A.D.A. Margaret Flanagan (9 épisodes)
- 1996 : American Gothic : Angela
- 1996 : Sliders : Les Mondes parallèles : The Flame
- 1997 : Boston Common : Betty
- 1997 : Urgences : Norma Houston (2 épisodes)
- 1997-1998 : George and Leo : Anna (2 épisodes)
- 1998-1999 : X-Files : Aux frontières du réel : Cassandra Spender (4 épisodes)
- 1999 : Chicago Hope : La Vie à tout prix : Karen Flanders
- 1999 : Will & Grace : Judith McFarland
- 2001 : Les Anges du bonheur : Shirlee Gibbons
- 2002 : Associées pour la loi : Norma Benson
- 2002 : Amy : Dorothea Mitchell
- 2003 : FBI : Portés disparus : Mrs. Beckworth
- 2004 : Dr Vegas : Evelyn
- 2004-2005 : Six Feet Under : Peg Kimmel (3 épisodes)
- 2005 : FBI : Portés disparus : Susan
- 2005 : The Closer : L.A. enquêtes prioritaires : Vera Mathers
- 2005 : New York, unité spéciale (saison 7, épisode 8)  : Virginia Kennison
- 2005 : Nip/Tuck : Mother Mary Claire
- 2005-2006 : Invasion : Valerie Shenkman (5 épisodes)
- 2006 : Boston Justice : Judge Peggy Zeder
- 2006 : Cold Case : Affaires classées : Mary Ryan
- 2006 : Les Experts : Diane Chase
- 2006 : Sept à la maison : Ms. Fitzhenry
- 2006-2007 : The Nine : 52 heures en enfer : Barbara Dalton (3 épisodes)
- 2007 : October Road : Lynn Farmer
- 2009 : Les Mystères d'Eastwick : Bun Waverly (11 épisodes)
- 2010 : Drop Dead Diva : Marian Porter
- 2010 : Memphis Beat : Miranda
- 2010 : Kick Kasskoo : Ms. Dominic (voix)
- 2012 : Revenge : Judge Elizabeth Blackwell (2 épisodes)
- 2013 : Grey's Anatomy : Lydia Ashford (2 épisodes)
- 2014 : Resurrection : Helen Edgerton (5 épisodes)
- 2015 : Harry Bosch : Irene Saxon (4 épisodes)
- 2015 : Les Experts : Cyber : Renetta Wilkerson
- 2016 : Esprits criminels : Flora Martin
- 2016 : Bienvenue chez les Loud : Sue (voix)
- 2018 : Supernatural : Lily Sunder
- 2019 : Les Nouvelles Aventures de Sabrina : Mme McGarvey
- 2019 : Hôpital central : Sibley Gamble (3 épisodes)
- 2021 : Good Doctor : Maxine Stanley
- 2021 : The Resident : Celeste Crisforth
- 2023 : The Rookie : Le Flic de Los Angeles : Beatrice O'Malley
- 2023 : Gotham Knights : Eunice Harmon (2 épisodes)

## Voix francophones
En France
| - Pascale Jacquemont dans : - Argent comptant - Grey's Anatomy (série télévisée) - Esprits criminels (série télévisée) - Les Mystères d'Eastwick (série télévisée) - Revenge (série télévisée) - Invasion (série télévisée) - Colette Venhard dans (les séries télévisées) : - Supernatural - Good Doctor - The Rookie : Le Flic de Los Angeles - Michèle Bardollet dans : - L'Invasion des profanateurs - Will et Grace (série télévisée) | Et aussi - Maïk Darah dans En route vers le sud - Monique Thierry (*1940 - 2021) dans Alien, le huitième passager - Céline Monsarrat dans L'Étoffe des héros - Martine Meirhaeghe (*1949 - 2016) dans Les Sorcières d'Eastwick - Patricia Jeanneau dans Invasion - Françoise Petit dans X-Files : Aux frontières du réel (série télévisée) - Anne Ludovik (*1946 - 2024) dans Amy (série télévisée) - Denise Metmer dans FBI : Portés disparus (série télévisée) - Hélène Otternaud (*1948 - 2022) dans Six Feet Under (série télévisée) - Solange Boulanger dans The Nine : 52 heures en enfer (série télévisée) - Marie-Madeleine Burguet-Le Doze dans Ma fille, accusée de meurtre (téléfilm) - Blanche Ravalec dans Gotham Knights (série télévisée) |